# Indis a Espanya
Els indis a Espanya formen una de les poblacions més petites de la diàspora índia. Segons les estadístiques del Ministeri d'Afers Exteriors de l'Índia, només són 35.000, o el 0,07% de la  població d'Espanya. Les estadístiques de 2009 de l'Institut Nacional d'Estadística d'Espanya van mostrar 35.686 ciutadans indis a Espanya; aquesta xifra no inclou les persones d'origen indi amb altres nacionalitats. La majoria dels indis van emigrar originalment a Espanya des d'Àfrica, mentre que d'altres van arribar de l'Índia i fins i tot del Japó i el sud-est asiàtic. Molts dels indis d'Espanya viuen a l'àrea de Barcelona (més de 26.000 el 2019). Segons dades de 2021, els indis a Espanya són més de 57.000 (el 0,12% de la població total).

## Historial de migracions
Els comerciants i botiguers sindhi van prosperar als ports lliures de les Illes Canàries espanyoles de Las Palmas i Tenerife després de la imposició de restriccions d'importació i divises a Espanya després de Segona Guerra Mundial. Van dur a terme un ràpid comerç amb el continent nord-africà des de Las Palmas. Quan Ceuta i Melilla, parts del Marroc espanyol, també van ser declarats ports lliures, els empresaris indis van establir cases de comerç i botigues minoristes per al comerç turístic.
La següent onada d'indis que van anar a Espanya eren descendents de treballadors indis de l'antiga Guinea Espanyola. A mitjans dels anys setanta, hi havia més de 200 cases de comerç índies a Ceuta i Melilla. Amb la liberalització de les polítiques d'importació introduïda als anys vuitanta, l'activitat empresarial es va traslladar a les ciutats portuàries de Màlaga i Barcelona. Madrid també va atreure molts empresaris indis.

## Religió
Sindhis i sikhs formen la majoria de la comunitat índia. Espanya ha reconegut tres entitats de l'hinduisme. La comunitat celebra diversos festivals indis. Els Rath Yatras també són trets pels membres del moviment Hare Rama Hare Krishna amb el suport entusiasta de la comunitat índia. Hi ha temples a València, Ceuta i Canàries.

## Negocis
La comunitat índia a Espanya gaudeix d'una bona reputació. Els indis es consideren treballadors, apolítics i pacífics. La comunitat índia s'ha integrat bé amb la societat espanyola. Hi ha molts restaurants indis a l'illa de Mallorca.
Molts dels indis que viuen a Espanya tenen el seu propi negoci, com ara botigues, restaurants, centres de trucades, botigues de queviures, botigues de roba, empresa de construcció, botigues de telecomunicacions, bars, grups de ball i Bhangra, etc.
Actualment, la comunitat hindú més gran d'Espanya es troba a les Illes Canàries, especialment a l'illa de Tenerife.
Diverses botigues d'electrònica i càmeres propietat d'indis a les Illes Canàries han estat acusades de frau. L'any 2016 el programa de televisió danès "Svindlerjagt" va anar a Gran Canària per exposar diverses botigues d'electrònica que estafaven clients danesos.

## Notables espanyols d'ascendència hindu
- Sagar Prakash Khatnani, nascut a Tenerife, escriptor.
- Robert Masih Nahar, membre del Senat d'Espanya
- Ma Anand Yashu, flautista
- Vashi Domínguez, empresari
- Raimon Panikkar, sacerdot i advocat del diàleg inter-religiós
- Prakash Sunderdas, economista i membre de Ciudadanos.[12][13]